# Cesare Orsenigo
Cesare Vincenzo Orsenigo (Villa San Carlo, 13 dicembre 1873 – Eichstätt, 1º aprile 1946) è stato un arcivescovo cattolico e diplomatico italiano, a servizio della Santa Sede.

## Biografia
Nacque a Villa San Carlo, frazione di Valgreghentino, da una famiglia di estrazione borghese che si occupava di filatoi di seta. Fu ordinato sacerdote il 5 luglio 1896 dal cardinale Andrea Carlo Ferrari e svolse la sua attività pastorale prevalentemente nella parrocchia di San Fedele a Milano, dove rimase fino al 1922. Si occupò in modo particolare dei giovani della parrocchia e dell'Associazione degli studenti di San Stanislao. Insegnò presso l'Istituto Alfieri di Milano, scuola privata per le figlie dell'aristocrazia e della borghesia milanese.
Nel frattempo svolse numerosi incarichi extra-parrocchiali su mandato del cardinale Ferrari: divenne censore ecclesiastico ed esaminatore sinodale, rappresentante al consiglio di amministrazione dell'Opera degli Asili Infantili Raggruppati della città di Milano.
Fece parte anche dei Consigli della Provvidenza materna, della Pro orfani infanti e dell'Opera Bonomelli.
Operò molto in campo caritativo, dirigendo la Società delle Dame di San Vincenzo e fondando la branca giovanile delle Allieve della carità. Si distinse soprattutto per la fondazione dell'Opera Pia Catena, avvenuta nel 1902, che si occupava di inviare gratuitamente malati a Salsomaggiore per le cure salso-bromo-jodiche. A tal scopo costruì l'Ospizio Catena, un'imponente struttura capace di ospitare fino a 1000 malati l'anno.

### La carriera ecclesiastica e diplomatica
Nel 1912, all'età di trentanove anni, venne nominato canonico ordinario della cattedrale di Milano. La sua opera si estese anche fuori Milano e nel 1921 venne incaricato della sovrintendenza dell'Opera dei Cappellani dell'emigrazione di Roma.

#### Nunziatura apostolica in Olanda e Ungheria
Nel 1922 Achille Ratti salì al soglio pontificio con il nome di Pio XI. Ricordatosi delle qualità di monsignor Orsenigo, il 23 giugno 1922 lo nominò arcivescovo titolare di Tolemaide di Libia e nunzio apostolico in Olanda. Dovette scegliere in fretta il motto e l'arme: scelse Dominus illuminatio mea ("Il Signore è mia luce"), e come scudo un orso legato a una fortezza. Fu consacrato arcivescovo il 25 giugno seguente per l'imposizione delle mani del cardinale Pietro Gasparri. Dal punto di vista ecclesiastico, Orsenigo operò per una romanizzazione della Chiesa olandese; i rapporti con lo Stato olandese non furono dei migliori, tanto che, nonostante i suoi sforzi, nel 1925 il governo ritirò la sua legazione presso la Santa Sede e nel contempo il partito cattolico uscì dal governo.
Nella primavera del 1925 fu promosso nunzio apostolico in Ungheria, il suo incarico diplomatico più felice, con il mandato di ricondurre alla stretta osservanza romana la Chiesa magiara che storicamente aveva una notevole autonomia. Il suo insediamento venne accolto molto affettuosamente sia dal popolo che dalle autorità civili e religiose magiare. Venne insignito anche di una croce al merito.

#### Nunziatura apostolica in Germania

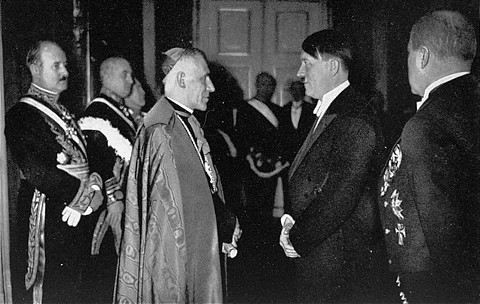
Mons. Cesare Orsenigo incontra Adolf Hitler il 1º gennaio 1935.

Nel 1930 venne trasferito alla più prestigiosa nunziatura di Berlino, succedendo al cardinale Eugenio Pacelli che era stato chiamato da Pio XI alla Segreteria di Stato; su richiesta irrituale dei diplomatici inglesi e vaticani venne anche eletto dai colleghi del Corpo Diplomatico loro decano, cioè capo e rappresentante di tutti loro presso il Governo tedesco. Suo compito era proseguire l'opera di Pacelli nella romanizzazione della Chiesa locale, anche se probabilmente il neosegretario di Stato continuava a seguire la situazione tedesca. La Repubblica di Weimar stava per collassare, mentre Adolf Hitler stava guadagnando sempre più consenso. Orsenigo aveva una certa simpatia verso fascismo e nazismo, con cui riteneva potesse essere rafforzata la libertà della Chiesa, tanto che scelse come proprio assistente un sacerdote iscritto al Partito Nazista, Eduard Gehrmann, già segretario di Pacelli. 
Assistette all'ascesa di Adolf Hitler verso il Cancellierato e alla firma del Concordato tra Santa Sede e Germania, che però fu gestito direttamente da Pacelli. Orsenigo cominciò ben presto a presentarsi al Ministero degli Esteri tedesco con delle note di protesta riguardo al varo di provvedimenti restrittivi nei confronti dei cattolici, senza mai ottenere risultati degni di nota anche per la sua debolezza. Anche nel 1937, in occasione dell'enciclica di denuncia del nazismo di Pio XI Mit brennender Sorge, si limitò alla sua diffusione tra i vescovi, senza prendere parte attiva.

#### Durante la seconda guerra mondiale

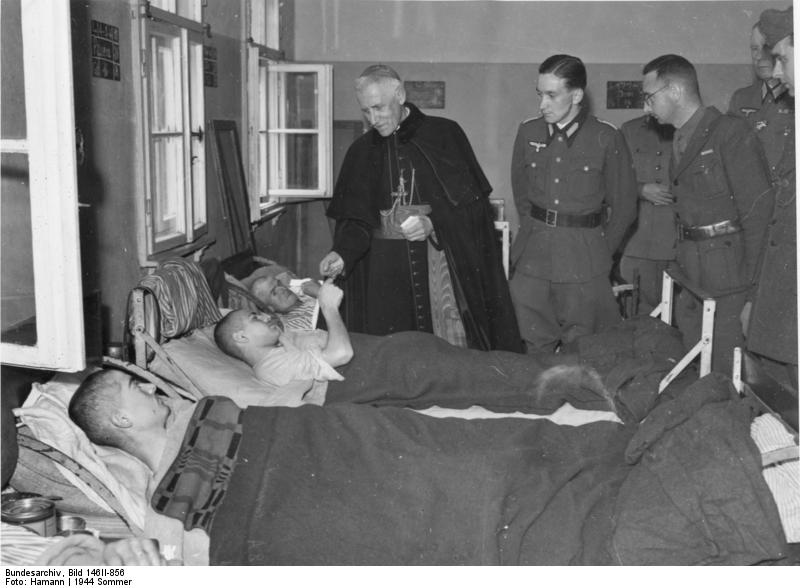
Mons. Orsenigo durante la visita in un campo di prigionia nel 1944.

Dopo l'elezione di Pacelli a papa Pio XII, la situazione si incancrenì ancora di più. Orsenigo probabilmente rimase nunzio perché Pio XII temeva che non sarebbe stato possibile nominare un successore; in effetti il regime hitleriano non lo riconobbe neppure come nunzio per i territori conquistati nei primi anni di guerra.. Orsenigo inviò numerosissimi rapporti alla Santa Sede: nei soli anni 1933 e 1934 partirono 340 documenti dalla sede di Berlino alla volta del Vaticano, e il corpus completo dovrebbe contenere 4000 note. Tali rapporti però tendevano spesso a essere inconsistenti o incompleti, accettando acriticamente la versione nazista degli eventi o cercando comunque di sminuire il loro coinvolgimento. Le numerose note da lui scritte al Reich non furono mai prese in seria considerazione: in una lettera scritta al capo della cancelleria del Reich Hans Lammers, Joachim von Ribbentrop si vantava di aver «riempito un intero protocollo con ogni specie di note del Vaticano lasciate senza risposta.» D'altra parte, gli alti gerarchi nazisti erano convinti del suo antinazismo: per Goebbels Orsenigo aveva "un grande odio per il Fùhrer e il Reich", mentre Heydrich lo accusò di sostenere i traditori del Reich.
Tipicamente la sua preoccupazione maggiore fu per la sorte dei cattolici nel Reich e nei territori occupati; Orsenigo si rifiutò ripetutamente di intervenire in qualità di nunzio apostolico in favore degli ebrei e spesso mancò di inoltrare a Roma rapporti che descrivevano o criticavano l'Olocausto. Alla vigilia della Seconda guerra mondiale, Orsenigo invierà al Vaticano un memorandum con scritto: "I quattro milioni di ebrei certamente faranno di tutto per eccitare gli animi degli altri e per aiutarli a combattere contro la Germania, ma essi [...] non combatteranno, perché l'ebreo è egoista e non ama combattere". Un'eccezione fu l'opporsi alla deportazione di ebrei sposati con cristiani, ma anche in quel caso la sua preoccupazione principale era per le spose cattoliche ("quando al nunzio venne ordinato dalla Santa Sede di discutere con i gerarchi nazisti gli incidenti che coinvolgevano gli ebrei, egli lo fece con imbarazzo e freddezza").
Nel 1941, Orsenigo fu contattato da Kurt Gerstein, un ufficiale protestante delle SS che voleva informare il Vaticano delle persecuzioni degli ebrei in qualità di testimone diretto. Informato del motivo della visita di Gerstein, Orsenigo si rifiutò di incontrarlo. Il messaggio di Gerstein venne infine inoltrato al Vaticano dal vescovo ausiliare di Berlino, e non dall'ufficio del nunzio, dove le informazioni rimasero lettera morta.. È considerato pressoché certo che Orsenigo sapesse almeno in parte della Soluzione Finale.
Durante la guerra tentò ripetutamente passi, presso il Governo tedesco, in favore dei colpiti dalle persecuzioni — polacchi, ebrei, francesi, belgi — ma quasi ogni richiesta venne respinta o ignorata. Negli ultimi anni del conflitto si impegnò in favore dei prigionieri di guerra italiani, coordinandosi con l’Ufficio informazioni Vaticano per i prigionieri di guerra.. Dopo l'armistizio dell'8 settembre 1943, si occupò dei militari italiani internati, fornendo di nascosto, per aggirare la proibizione nazista, a sacerdoti suoi collaboratori materiale liturgico, medicinali, cibo, vestiti; riuscì così a salvare molte migliaia di connazionali dalla morte per denutrizione.

### La morte
Finita la guerra, diresse la Missione Pontificia che si occupò del rimpatrio dei prigionieri italiani.
Morì per le conseguenze di una peritonite ad Eichstätt, dove si era trasferito dopo la distruzione della Nunziatura a causa di un bombardamento, il 1º aprile 1946 all'età di 72 anni.
Grazie all'interessamento delle autorità americane, la sua salma venne trasportata in Italia pochi giorni dopo e il 24 aprile, dopo una solenne cerimonia funebre presieduta dal cardinale Schuster, venne tumulato nella tomba di famiglia ad Olginate.

## Nella cultura di massa
Il personaggio di Cesare Orsenigo compare brevemente nel monumentale film sovietico La caduta di Berlino (1949): nella pellicola il nunzio, presente ad un ricevimento in onore di Hitler, si congratula col Führer per i successi dell'Operazione Barbarossa, al che il dittatore tedesco gli risponde: "Mi piacerebbe vederti sul trono di San Pietro, cardinal Orsenigo. Tu sei un vero nazista, sotto l'abito corale hai la divisa militare".

## Opere
Orsenigo non si distinse però solo per le opere di carità o per lo zelo pastorale, ma anche per la sua attività letteraria.
Recandosi spesso per consultazioni alla Biblioteca Ambrosiana, vi conobbe monsignor Achille Ratti. Questa amicizia generò una collaborazione molto proficua dal punto di vista letterario, che sfociò nella pubblicazione del periodico San Carlo Borromeo nel terzo centenario della canonizzazione (1610-1910). Orsenigo vi pubblicò una Vita di San Carlo a puntate, raccolta poi in volume dal titolo Vita di San Carlo Borromeo il quale vide varie riedizioni e traduzioni in molte lingue.
La produzione letteraria di Orsenigo non si limitò alla vita di San Carlo Borromeo: scrisse tra l'altro la biografia di Frédéric Ozanam, delle opere su padre Lacordaire, compilò manuali a sfondo caritativo o letterario, collaborò con La Scuola Cattolica, curò traduzioni dall'olandese di opere educative.

## Genealogia episcopale e successione apostolica
La genealogia episcopale è:
- Cardinale Scipione Rebiba
- Cardinale Giulio Antonio Santori
- Cardinale Girolamo Bernerio, O.P.
- Arcivescovo Galeazzo Sanvitale
- Cardinale Ludovico Ludovisi
- Cardinale Luigi Caetani
- Cardinale Ulderico Carpegna
- Cardinale Paluzzo Paluzzi Altieri degli Albertoni
- Papa Benedetto XIII
- Papa Benedetto XIV
- Papa Clemente XIII
- Cardinale Marcantonio Colonna
- Cardinale Giacinto Sigismondo Gerdil, B.
- Cardinale Giulio Maria della Somaglia
- Cardinale Carlo Odescalchi, S.I.
- Vescovo Eugène de Mazenod, O.M.I.
- Cardinale Joseph Hippolyte Guibert, O.M.I.
- Cardinale François-Marie-Benjamin Richard de la Vergne
- Cardinale Pietro Gasparri
- Arcivescovo Cesare Orsenigo

La successione apostolica è:
- Vescovo Lajos Shvoy (1927)
- Vescovo Maximilian Josef Johannes Kaller (1930)
- Vescovo Franz Justus Rarkowski, S.M. (1938)
- Cardinale Lorenz Jäger (1941)
- Cardinale Josef Frings (1942)